# Anthony Daniels

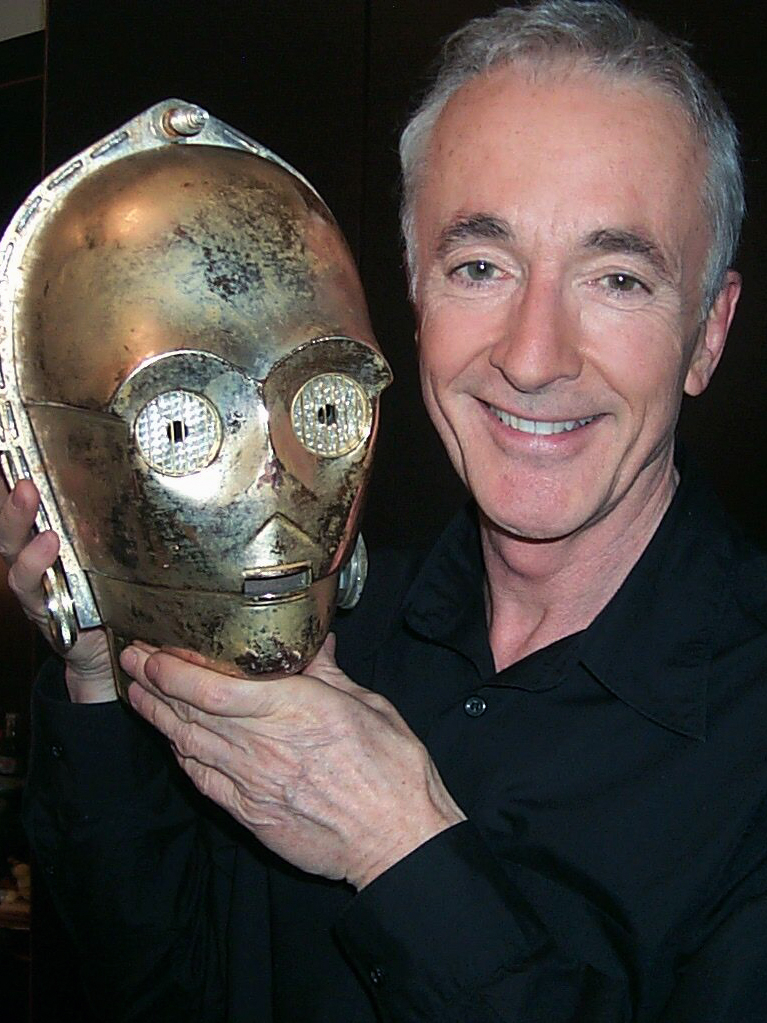
Anthony Daniels în 2005

Anthony Daniels (n. 21 februarie 1946, Salisbury, Anglia, Regatul Unit) este un actor de film și actor de pantomimă englez. Este cel mai bine cunoscut pentru rolul lui C-3PO în 10 filme Războiul stelelor. A interpretat vocea lui Legolas în animația Stăpânul Inelelor din 1978.

## Filmografie

### Film
| An   | Titlu                                        | Rol                      | Note                  | Ref.               |
| ---- | -------------------------------------------- | ------------------------ | --------------------- | ------------------ |
| 1977 | Star Wars                                    | C-3PO                    |                       | [ 2 ]              |
| 1978 | Bruges-la-Morte                              | Pierrot                  |                       | [ 9 ] [ 10 ]       |
| 1978 | The Lord of the Rings                        | Legolas Greenleaf Deagol | Voce; ca Deagol       | [ 2 ]              |
| 1980 | The Empire Strikes Back                      | C-3PO                    |                       | [ 2 ]              |
| 1982 | Return of the Ewok                           | C-3PO                    | Video scurt; nelansat |                    |
| 1983 | Return of the Jedi                           | C-3PO                    |                       | [ 2 ]              |
| 1990 | I Bought a Vampire Motorcycle                | Priest                   |                       | [ 3 ]              |
| 1999 | Star Wars: Episode I – The Phantom Menace    | C-3PO                    | [ 11 ]                | [ 2 ]              |
| 2002 | Star Wars: Episode II – Attack of the Clones | C-3PO, Dannl Faytonni    |                       | [ 2 ]              |
| 2005 | Star Wars: Episode III – Revenge of the Sith | C-3PO, Dannl Faytonni    |                       | [ 2 ]              |
| 2008 | Star Wars: The Clone Wars                    | C-3PO                    | Voce                  |                    |
| 2014 | The Lego Movie                               | C-3PO                    | Voce; cameo           | [ 12 ]             |
| 2015 | Star Wars: The Force Awakens                 | C-3PO                    |                       | [ 2 ]              |
| 2016 | Rogue One: A Star Wars Story                 | C-3PO                    | Cameo                 |                    |
| 2017 | Star Wars: The Last Jedi                     | C-3PO                    |                       | [ 4 ] [ 5 ] [ 13 ] |
| 2018 | Solo: A Star Wars Story                      | Tak                      | Cameo                 | [ 14 ]             |
| 2018 | Ralph Breaks the Internet                    | C-3PO                    | Voce; cameo           |                    |
| 2019 | Star Wars: The Rise of Skywalker             | C-3PO                    |                       | [ 7 ]              |

### Televiziune
| An      | Titlu                                          | Rol                      | Note                                                        | Ref.   |
| ------- | ---------------------------------------------- | ------------------------ | ----------------------------------------------------------- | ------ |
| 1978    | Star Wars Holiday Special                      | C-3PO                    | Special TV                                                  | [ 8 ]  |
| 1979    | Turning Year Tales                             | John                     | Episodul: "Dear Harriet"                                    |        |
| 1980    | The Muppet Show                                | C-3PO                    | Episodul: "The Stars of Star Wars"                          |        |
| 1980    | Sesame Street                                  | C-3PO                    | 4 episoade                                                  |        |
| 1984    | The Country Diary of an Edwardian Lady         | Kenneth                  | 7 episoade                                                  |        |
| 1985    | Star Wars: Droids                              | C-3PO                    | Voce; 13 episoade                                           | [ 15 ] |
| 1986    | The Great Heep                                 | C-3PO                    | Film TV                                                     |        |
| 1987    | Three Up Two Down                              | Rupert Fairfax           | Episodul: "Mirror Mirror on the Wall"                       |        |
| 1988–89 | Square Deal                                    | Julian                   | 3 episoade                                                  |        |
| 1990    | Walt Disney's Wonderful World of Color         | C-3PO                    | Voce; Episodul: "Disneyland's 35th Anniversary Celebration" |        |
| 1992    | The Bill                                       | Richard Lee-Ward         | Episodul: "Stoning the Glasshouse"                          |        |
| 1995    | Prime Suspect                                  | Pathologist              | "Inner Circles" and "The Lost Child", TV movies             | [ 2 ]  |
| 1995    | The Famous Five                                | Profesor Dobson          | Episodul: "Five on a Secret Trail"                          |        |
| 1997    | Star Wars: Droids – The Pirates and the Prince | C-3PO                    | Voce; Video                                                 |        |
| 2001    | Urban Gothic                                   | Mr Tidyman               | Episodul: "Serotonin Wild"                                  |        |
| 2002    | Star Wars: Connections                         | C-3PO                    | Scurtmetraj TV                                              |        |
| 2004    | Holby City                                     | Colonel Donald Humphries | Episodul: "In the Line of Fire"                             |        |
| 2004    | Ghosts of Albion Embers                        | Lord Nelson              | Film TV                                                     |        |
| 2007    | Micro Safari: Journey to the Bugs              | MAL                      | Voce                                                        |        |
| 2004–05 | Star Wars: Clone Wars                          | C-3PO                    | Voce; 4 episoade                                            |        |
| 2008–11 | Star Wars: The Clone Wars                      | C-3PO                    | Voce; 11 episoade                                           | [ 12 ] |
| 2010    | Robot Chicken: Star Wars Episode III           | C-3PO                    | Voce; Film TV                                               |        |
| 2011    | Lego Star Wars: The Padawan Menace             | C-3PO                    | Voce; Film TV                                               |        |
| 2012    | Lego Star Wars: The Empire Strikes Out         | C-3PO                    | Voce; Film TV                                               |        |
| 2012–13 | Dirigible Days                                 | Narator                  | Voce; De asemenea, producător executiv; 5 episoade          |        |
| 2013–14 | Lego Star Wars: The Yoda Chronicles            | C-3PO                    | Voce; 6 episoade                                            |        |
| 2014    | Star Wars Rebels                               | C-3PO                    | Voce; Episodul: "Droids in Distress"                        |        |
| 2015    | Lego Star Wars: Droid Tales                    | C-3PO                    | Voice; 5 episoade                                           |        |
| 2017    | Star Wars Forces of Destiny                    | C-3PO                    | Voce; Episodul: "Beasts of Echo Base"                       |        |
| 2018    | Star Wars Resistance                           | C-3PO                    | Voce; Episodul: "The Recruit"                               |        |
| 2020    | The Lego Star Wars Holiday Special             | C-3PO                    | Voce; Film TV                                               |        |

### Documentare
| An   | Titlu                                        | Rol                 | Note                     |
| ---- | -------------------------------------------- | ------------------- | ------------------------ |
| 1977 | The Making of Star Wars                      | C-3PO / gazdă       | Film documentar TV       |
| 1978 | 50th Academy Awards                          | C-3PO / Prezentator | Special TV               |
| 1983 | Classic Creatures: Return of the Jedi        | C-3PO / rolul său   | Film documentar TV       |
| 1983 | From Star Wars to Jedi: The Making of a Saga | C-3PO / rolul său   | Film documentar TV       |
| 2004 | Empire of Dreams                             | C-3PO / rolul său   | Video documentar         |
| 2005 | Science of Star Wars                         | C-3PO / rolul său   | Miniserial documentar TV |

### Atracții tematice
| An   | Titlu                                | Rol   | Note                        |
| ---- | ------------------------------------ | ----- | --------------------------- |
| 1987 | Star Tours                           | C-3PO | nemenționat; și în franceză |
| 2011 | Star Tours – The Adventures Continue | C-3PO | nemenționat                 |

### Jocuri video
| An   | Titlu                                                  | Rol         | Note         |
| ---- | ------------------------------------------------------ | ----------- | ------------ |
| 1997 | Monopoly Star Wars                                     | C-3PO       | Și scenarist |
| 2008 | Star Wars: The Clone Wars – Jedi Alliance              | C-3PO       |              |
| 2008 | Star Wars: The Clone Wars – Lightsaber Duels           | C-3PO       |              |
| 2009 | Star Wars: The Force Unleashed – Ultimate Sith Edition | C-3PO       |              |
| 2015 | Disney Infinity 3.0                                    | C-3PO       |              |
| 2015 | Star Wars Battlefront                                  | C-3PO       |              |
| 2016 | Lego Star Wars: The Force Awakens                      | C-3PO       | [ 16 ]       |
| 2016 | I Expect You to Die                                    | Daniel Sans | [ 17 ]       |
| 2020 | Star Wars: Tales from the Galaxy’s Edge                | C-3PO       |              |
| 2021 | Star Wars: Tales from the Galaxy’s Edge- Last Call     | C-3PO       |              |
| 2022 | Lego Star Wars: The Skywalker Saga                     | C-3PO       |              |